# Paramunnopsis oceanica
Paramunnopsis oceanica är en kräftdjursart som först beskrevs av Tattersall 1905.  Paramunnopsis oceanica ingår i släktet Paramunnopsis och familjen Munnopsidae. Inga underarter finns listade i Catalogue of Life.